# 930 pr. n. št.

## Dogodki

### Ustanovitve
- Izraelsko kraljestvo, ukinjeno 722 pr. n. št.
- Judejsko kraljestvo, ukinjeno 586 pr. n. št.

### Ukinitve
- Združeno izraelsko kraljestvo, ustanovljeno okoli 1020 pr. n. št.